# 及川徹
及川 徹（おいかわ とおる）は、日本の漫画家。デビュー前から「ツン研」という同人サークルで同人活動を行っている。

## 来歴
2010年、『マガジンSPECIAL』（講談社）にて読切『ぱらレル！』でデビュー。2012年、『別冊少年マガジン』（同）にて貴志祐介の小説『新世界より』のコミカライズの連載を開始。2014年、同作を完結し、『月刊コミックアライブ』（KADOKAWA）にて、柊★たくみ原作の『アブソリュート・デュオ TEA PARTY』の連載を開始。2015年、『週刊少年マガジン』（講談社）にて、『インフェクション』の連載を開始し、その後『マガジンポケット』（同）に移籍。
2024年、『マガジンポケット』にて『軍神のタクト』の連載を開始。同年8月5日に完結した。

## 作品リスト

### 連載
- 新世界より（原作：貴志祐介、『別冊少年マガジン』2012年6月号[3] - 2014年7月号[4]、全7巻）
- アブソリュート・デュオ TEA PARTY（原作：柊★たくみ、キャラクター原案：浅葉ゆう、『月刊コミックアライブ』2014年12月号[6] - 2015年2月号、KADOKAWA/メディアファクトリー、全1巻） - 短期集中連載[要出典]
- インフェクション（『週刊少年マガジン』2016年1号[5] - 2016年36号→『マガジンポケット』2016年8月9日 - 2022年10月5日、講談社、全30巻） - 当初の告知では「感染レボリューション」[9]
- 軍神のタクト（『マガジンポケット』2024年1月29日[8] - 2024年8月5日、講談社、既刊3巻）

### 読み切り
- ぱらレル！（『マガジンSPECIAL』）
- 春琴抄（原作：谷崎潤一郎、『マガジンSPECIAL』2011年No.7[10]） - 「マガジン恋愛文学館」企画第1回作品[10]
- あほ女高のきさりゃ（『マガジンSPECIAL』2014年No.7[11]）

### その他
- 甘詰留太『ナナとカオル』連載100回記念企画（『ヤングアニマル』2014年22号[12]） - コメント寄稿[12]

## 出演
- イベント「マガジン学園2016」（2016年8月6日、講談社[13]） - 「特別講義 午後の部」にゲスト出演[13]